# Haseki sultan

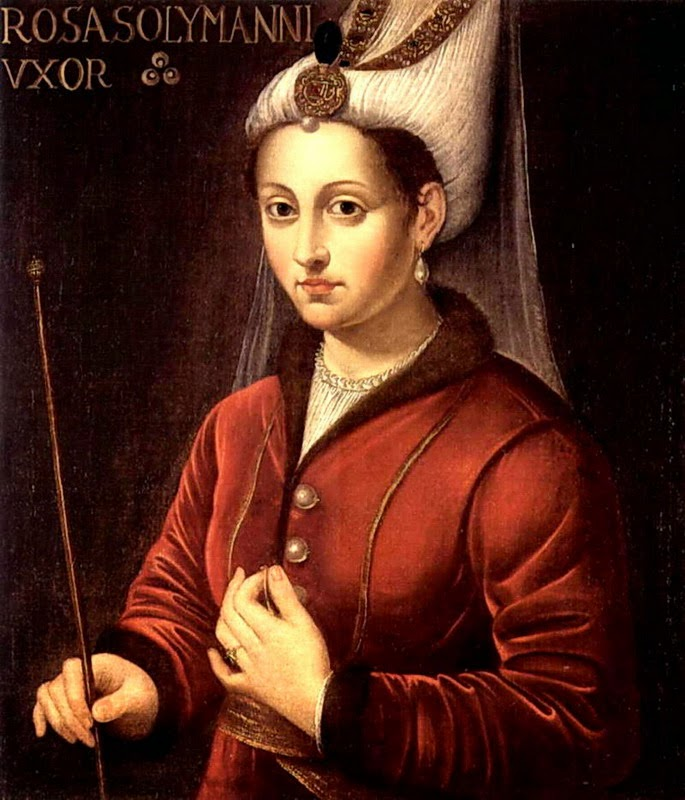
Soudobý portrét první Haseki sultan Roxelany

Haseki sultan (osmanskou turečtinou خاصکي سلطان) byl titul ženy, jež byla konkubínou vládnoucího sultána Osmanské říše a porodila mu sehzada (prince). Znamená tedy „princova matka“. Tento titul však mohl náležet i pouze ženě, která vešla do sultánova lože, či jeho oblíbené manželce. Výraz pochází z arabštiny a znamená „výhradně“; Haseki je tedy ta, jež patří výhradně sultánovi. Haseki sultan zaujímala významné místo v paláci a byla druhou nejvýše postavenou ženou v harému, hned po samotné Valide sultan, sultánově matce.
Haseki sultan měla komnatu v blízkosti sultánovy. Obvykle byla matkou dědice osmanského trůnu, avšak nebylo to pravidlem. Haseki sultan bývala zřídka sultánovou manželkou a její postavení v palácové hierarchii nebylo stálé ani pevné. Mohla ztratit veškerý svůj majetek během jediného dne.
Titul Haseki sultan byl poprvé použit pro Hürrem Sultan neboli Roxelanu. Titul jí udělil Sulejman I., poté co ji zbavil otroctví a prohlásil ji za muslimku. Byli právoplatně oddáni.
Některé z Haseki sultan byly známé z období tzv. sultanátu žen.

## Seznam Haseki sultan za vlády jejich manželů sultánů
Titul Haseki sultan získala jako první právoplatná manželka sultána Sulejmana I. Hurrem Sultan. Žádná z chotí předchozích sultánů tento titul nenosila.
1. Hürrem Sultan – právoplatná manželka Sulejmana I.Nedosáhla pouze titulu „Haseki sultan“. Protože zemřela dřív, než její syn Selim II. nastoupil na trůn, titulu Valide sultan se nedožila.
2. Nurbanu Sultan – právoplatná manželka Selima II. Byla první Haseki sultan, která po nástupu svého syna Murada III. na trůn „dosáhla“ i na titul Valide sultan.
3. Safiye Sultan – choť Murada III. Byla Haseki sultan a posléze, po nástupu syna Mehmeda III. na trůn, také Valide sultan.
4. Kösem Sultan – právoplatná manželka Ahmeda I. Byla Haseki sultan, posléze i Valide sultan, a nakonec nosila až do své smrti titul oficiální vladař Osmanské říše.
5. Ayşe Sultan – právoplatná manželka Osmana II. Byla prapravnučkou sultána Selima I. Přestože byla příslušnicí osmanské dynastie, nosila titul Haseki sultan, avšak ani jeden z jejích potomků nenastoupil na osmanský trůn. Titul sultan neměla vlastně právo nosit, třebaže pocházela z osmanské dynastie, příslušel jí pouze titul Hatun. Na titul sultan získala nárok až díky sňatku s Osmanem II.
6. Ayşe Sultan – choť Murada IV. Získala titul Haseki sultan, přestože ani jeden z jejích synů nikdy nenastoupil na trůn.
7. Esma Sultan – choť Murada IV. Získala titul Haseki sultan, ale ani jeden z jejích synů nikdy nenastoupil na trůn.
8. Şemsperi Sultan – choť Murada IV. Získala titul Haseki sultan, ale ani jeden z jejích synů nikdy nenastoupil na trůn.
9. Huriçehre Sultan – choť Murada IV. Získala titul Haseki sultan, ale ani jeden z jejích synů nikdy nenastoupil na trůn.
10. Ayşe Mahziba Sultan – právoplatná manželka Murada IV. Získala titul Haseki sultan, ale ani jeden z jejích synů nikdy nenastoupil na trůn.
11. Turhan Sultan – oblíbená konkubína Ibrahima I. Zpočátku Haseki sultan, posléze po nástupu syna Mehmeda IV. na trůn Valide sultan.
12. Dilaşub Sultan – choť Ibrahima I. Získala titul Haseki sultan, posléze Valide sultan, když vládl její syn Sulejmana II.
13. Muazzez Sultan – choť Ibrahima I. Nosila titul Haseki sultan, titulu Valide sultan se nedožila.
14. Ayşe Sultan – choť Ibrahima I. Získala titul Haseki sultan, ale ani jeden z jejích synů nikdy nenastoupil na trůn.
15. Mahenver Sultan – choť Ibrahima I. I ona nosila titul Haseki sultan, ačkoli ani jeden z jejích synů nikdy nenastoupil na trůn.
16. Saçbağli Sultan – oblíbená konkubína Ibrahima I. Měla titul Haseki Sultan, avšak ani jeden z jejích synů nikdy nenastoupil na trůn.
17. Șivekar Sultan – oblíbená konkubína Ibrahima I. Získala titul Haseki Sultan, ale ani jeden z jejích synů nikdy nenastoupil na trůn.
18. Hümaşah Sultan – právoplatná manželka Ibrahima I. Obdržela titul Haseki Sultan, ač ani jeden z jejích synů nikdy nenastoupil na trůn.
19. Gülnuş Sultan – oblíbená manželka Mehmeda IV. Zprvu Haseki Sultan, posléze též Valide sultan, když vládli její synové Mustafa II. a Ahmed II.
20. Rabia Sultan – choť Ahmeda II. Byla Haseki sultan, ale ani jeden z jejích synů se na trůn nedostal, jelikož byli svým otcem zabiti.

Roxelana či Hürrem Sultan byla první a Rabia Sultan poslední nositelka titulu Haseki sultan v dynastii Osmanů a prakticky v celé Osmanské říši. Tento titul ztratil svůj význam, a proto ho Mahmud I. vyřadil z titulů Osmanské říše.